# Cupido nodibuja
Cupido nodibuja är en fjärilsart som beskrevs av Ribbe 1910. Cupido nodibuja ingår i släktet Cupido och familjen juvelvingar. Inga underarter finns listade i Catalogue of Life.